# 土倉一善
土倉 一善（とくら かずよし / いちぜん）は、江戸時代後期・幕末期の岡山藩の家老。

## 経歴
文政2年（1819年）、岡山藩家老土倉一静の四男として岡山に生まれる。一静の婿養子となった一昌の養子となる。
弘化元年12月（1844年）、一昌の隠居により家督相続し、岡山藩家老、佐伯1万石の領主となる。同年、宮田善兵衛の請負で、見能潟塩田の開作（干拓）を行う。文久2年（1862年）8月、仕置家老となる。文久2年（1862年）12月、藩主池田慶政に、姻戚の左大臣一条忠香より国事斡旋の内示が届き、名代として上京する鴨方藩主池田政詮に同行した。文久3年（1863年）4月、仕置家老を辞任する。慶応元年（1866年）12月15日、家臣田原平左衛門が、佐伯に逗留中の尊攘運動家豊田謙次を殺害する事件が起こり、翌慶応2年（1866年）1月22日、平左衛門を切腹させた。
同年5月、隠居して家督を嫡男の一享（正彦）に譲る。慶応4年（1868年）2月21日没。